# Odin Thiago Holm
Odin Thiago Holm (Trondheim, 2003. január 18. –) norvég korosztályos válogatott labdarúgó, a skót Celtic középpályása.

## Pályafutása

### Klubcsapatokban
Odin Thiago Holm Trondheim városában született. Az ifjúsági pályafutását alacsonyabb osztályban játszó kluboknál kezdte, megfordult a Kattem, a Trygg/Lade és a Heimdal csapataiban is. 2018-ban került az első osztályban szereplő Ranheimhez. 2019-ben a Vålerenga utánpótlás-nevelő akadémiájához csatlakozott. 
2019-ben mutatkozott be a Vålerenga felnőtt csapatában. Először a 2019. december 1-jei, Mjøndalen elleni mérkőzésen lépett pályára a 74. percben Magnus Lekven cseréjeként. Első gólját a 2020. december 22-ei, Start ellen 4–0-ra megnyert találkozón szerezte. 2023. július 1-jén szerződést kötött a skót első osztályban érdekelt Celtic együttesével.

### A válogatottban
Holm az U15-östől az U20-asig szinte minden korosztályos válogatottban képviselte Norvégiát.

## Statisztikák
2023. június 11. szerint
| Klub      | Szezon   | Osztály     | Bajnokság | Bajnokság | Kupa  | Kupa | Nemzetközi | Nemzetközi | Összesen | Összesen |
| Klub      | Szezon   | Osztály     | Meccs     | Gól       | Meccs | Gól  | Meccs      | Gól        | Meccs    | Gól      |
| --------- | -------- | ----------- | --------- | --------- | ----- | ---- | ---------- | ---------- | -------- | -------- |
| Vålerenga | 2019     | Eliteserien | 1         | 0         | 0     | 0    | —          | —          | 1        | 0        |
| Vålerenga | 2020     | Eliteserien | 16        | 1         | 0     | 0    | —          | —          | 16       | 1        |
| Vålerenga | 2021     | Eliteserien | 19        | 3         | 2     | 0    | 2          | 0          | 23       | 3        |
| Vålerenga | 2022     | Eliteserien | 22        | 2         | 0     | 0    | —          | —          | 22       | 2        |
| Vålerenga | 2023     | Eliteserien | 10        | 0         | 0     | 0    | —          | —          | 10       | 0        |
| Vålerenga | Összesen | Összesen    | 68        | 6         | 2     | 0    | 2          | 0          | 72       | 6        |
| Összesen  | Összesen | Összesen    | 68        | 6         | 2     | 0    | 2          | 0          | 72       | 6        |